# Smulder Muldwerfer
Smulder Muldwerfer (engelsk Mulch Diggums) er en fiktiv kleptoman-dværg i Artemis Fowl-serien af den irske forfatter Eoin Colfer.
Han er kriminel og er blevet arresteret adskillige gange af NIS; han stjæler fra muddermænd (mennesker) og fra Folket. Han er en dygtig indbrudstyv, men er også kendt for sine kraftfulde og dødelige prutter, der inkluderer forskellige typer som "torpedo" og "Cyklon".
Som dværg kan han grave tunneler under jorden ved at lade sine kæber gå af led og gnave sig igennem jorden. Hans skæghår fungerer som antenner, der kan opfange vibrationer under jorden og igennem vægge. Når hårene trækkes ud bliver der hurtigt hårde, og kan bruges som nøgler eller til at dirke låse op med. Hans spyt bliver stenhårdt, når det tørrer og det er selvlysende. Det indeholder også et beroligende stof. 
Det er en tilbagevendende joke i serien, at han lugter fælt.